# Lasioglossum gundlachii
Lasioglossum gundlachii är en biart som först beskrevs av Baker 1906.  Lasioglossum gundlachii ingår i släktet smalbin, och familjen vägbin. Inga underarter finns listade i Catalogue of Life.